# جان مارني

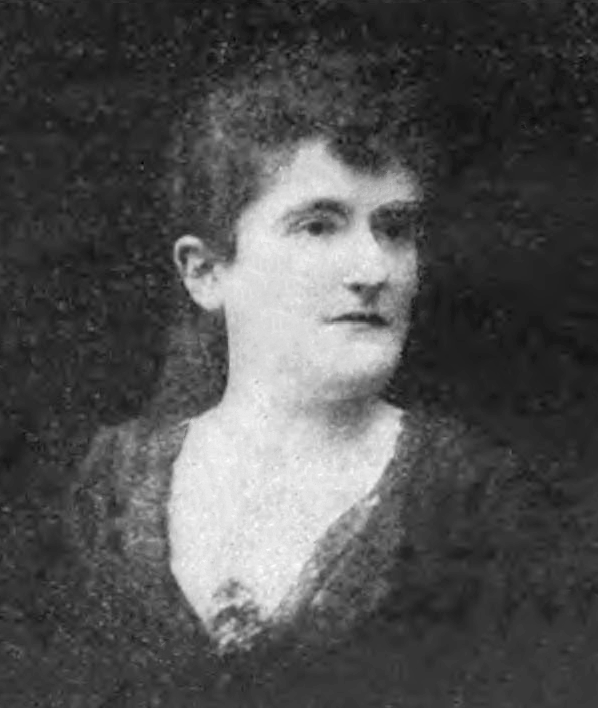
جان مارني

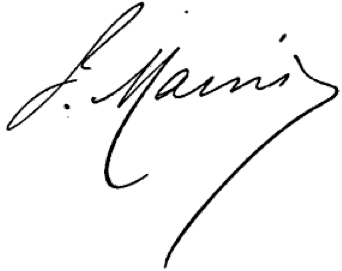
إمضاء

جان مارني أو جيه مارني ( جين ماري فرانسواز باروس ؛ السيدة مارنيير ؛ 1854–1910) هي كاتبة فرنسية للروايات والمسرحيات والمقالات الصحفية.  نشرت قصة قصيرة في الثامنة من عمرها، لكن أعمالها الأخرى الاهم نشرت بعد عام 1885، بعد أن أصبحت أرملة.  عرفت بالاسم المستعار جيه مارني، وكتبت عددًا من الروايات ذات الطابع الفرنسي . وأشهرها لا فام دي سيلفا ، ولامور كوبابل ، وبابوت ، ولا برينسيس سابلينا . من أعمالها الأخرى، التي تُرجمت إلى الإنجليزية ولغات أخرى، فرانجواز ، رد فعل ، لو فيلور و لا بيس دو فين . تناولت موضوعات تعتبر بغيضة بالنسبة للمرأة في عصرها. معظم أعمالها عبارة عن دراسات نفسية، أي تحليلات للعواطف الإنسانية. وكان لديها عدد كبير من المتابعين في فرنسا. 

### فهرس
- This article incorporates text from Frank Leslie's Popular Monthly, by 1892, a publication from Frank Leslie, now in the public domain in the United States.
- This article incorporates text from Transatlantic Tales, by Ess Ess Publishing Company, a publication from 1907, now in the public domain in the United States.